# Slobozia Mândra
Slobozia Mândra là một xã thuộc hạt Teleorman, România. Dân số thời điểm năm 2002 là 4286 người.